# Urolophus deforgesi
Urolophus deforgesi е вид хрущялна риба от семейство Urolophidae.

## Разпространение
Видът е разпространен в Нова Каледония.